# Cattedrale di San Nicola (Friburgo)
La cattedrale di San Nicola (in francese: cathédrale Saint-Nicolas, in tedesco: Kathedrale St. Nikolaus) è il principale luogo di culto cattolico di Friburgo, in Svizzera, e, dal 1924, cattedrale della diocesi di Losanna, Ginevra e Friburgo.
Costruita su uno sperone roccioso che domina da 50 metri di altezza il corso del fiume Sarine, fu costruita sul sito di un precedente edificio romanico a partire dal 1283, in stile gotico. Il corpo principale fu terminato nel 1430, mentre il campanile fu completo solo nel 1490.

## Storia
La cattedrale di San Nicola, in stile gotico, domina il centro del quartiere di Bourg. 
Costruita in più fasi a partire dal 1283 nel sito in cui era già presente una precedente chiesa romanica, cominciando dall'abside rettangolare e ispirandosi sin dall'inizio ai dettami estetici del gotico francese. Le navate con le loro volte furono edificate tra il 1330 e il 1350. La basilica assieme ai primi due piani del campanile risultavano completati nel 1430. La torre campanaria, nella forma che vediamo oggi, fu completata solo nel 1490.
La cattedrale è costruita con blocchi di molassa, vale a dire di arenaria poco cementata, abbondante nell'area di Friburgo.
Nata come parrocchiale, divenne chiesa collegiata nel 1512 con l'installazione di un capitolo dei canonici; fu poi eletta a sede vescovile nel 1615, ma fu ufficialmente designata come cattedrale della diocesi di Losanna, Ginevra e Friburgo solo nel 1924.

## Descrizione

### Esterno

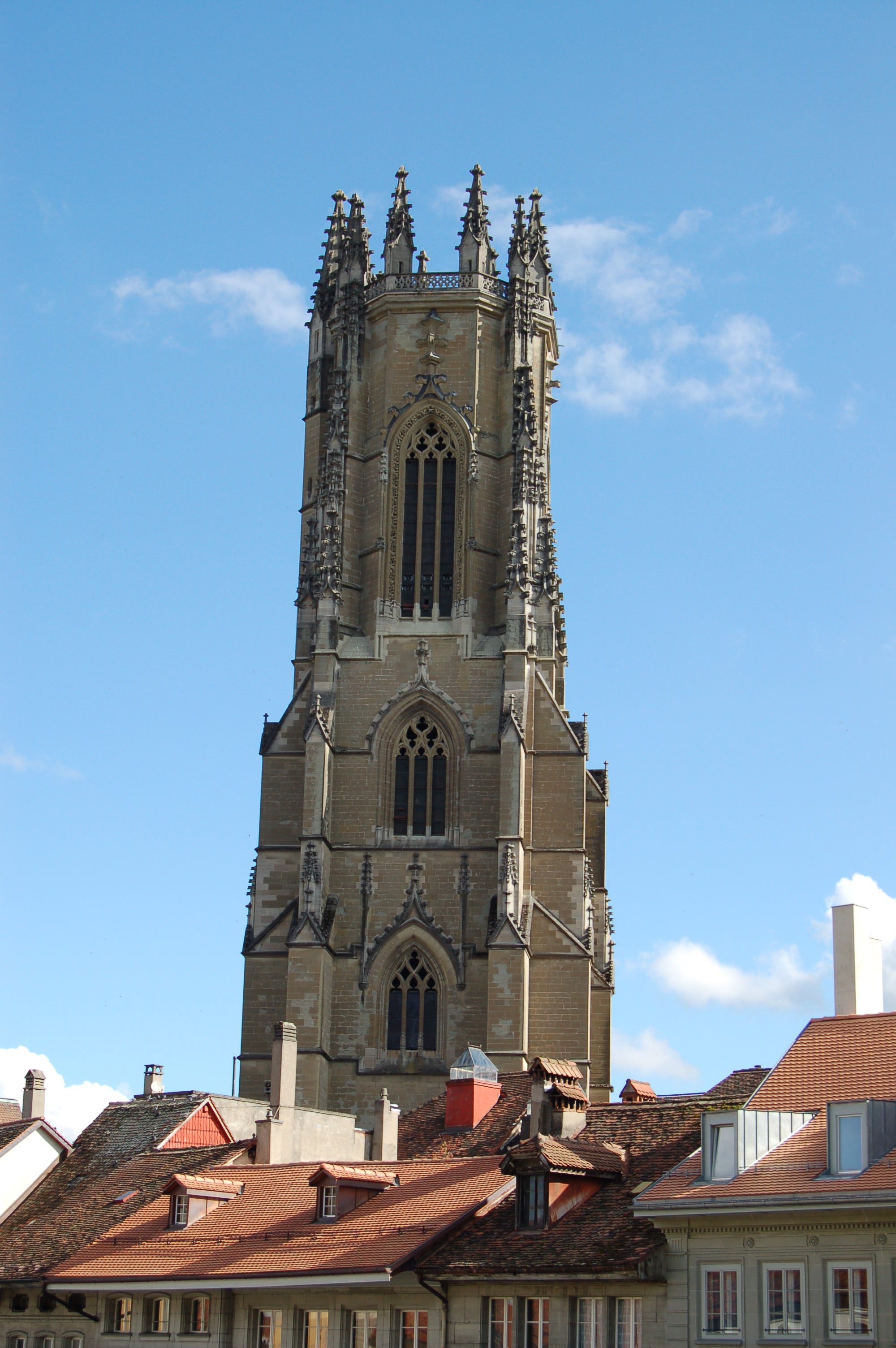
La torre campanaria

L'ingresso nella chiesa avviene attraverso la torre campanaria secondo la soluzione del clocher-porche. La torre è alta 76 metri ed è possibile raggiungere la sua sommità salendo una scala di 365 scalini. Il campanile presenta robusti contrafforti angolari e termina con un coronamento ottagonale con guglie ispirate al gusto del gotico fiammeggiante. Nel primo piano, sopra il portale d'ingresso, è posto un grande rosone con vetrate astratte; nei tre piani più alti si aprono finestre gotiche. La torre ospita un notevole carillon costituito da ben 11 campane
L'ingresso attraverso la torre prende il nome di portale degli Apostoli. Realizzato nel XV secolo con il suo corredo di statue in pietra, è ispirato dai modelli borgognoni. Ai lati del portale, sulle pareti dell'atrio, si dispiega la teoria degli Apostoli (quattro su ciascun lato) che prosegue, aggiungendovi le figura dell'Angelo annunziante e della Vergine annunciata negli archi sulla strombatura del portale. Al di sopra di questi ultimi, negli archivolti, sono poste figure di Angeli, Profeti e Patriarchi. Nella lunetta ogivale sopra l'architrave si dispiegano suggestivamente le scene del Giudizio Universale. Al centro, una colonna che precede le due porte d'ingresso, sorregge la statua policroma di San Nicola di Myra, al quale la chiesa è dedicata.
Sul lato meridionale si apre la cosiddetta porte du Dimanche che fu verosimilmente il primo portale di ingresso della chiesa sino al completamento in facciata del clocher-porche. L'apparato statuario (1340-1350), di ispirazione altorenana, che circonda la porta comprende una Madonna col Bambino, i Re Magi, San Nicola e le tre fanciulle della sua leggenda.

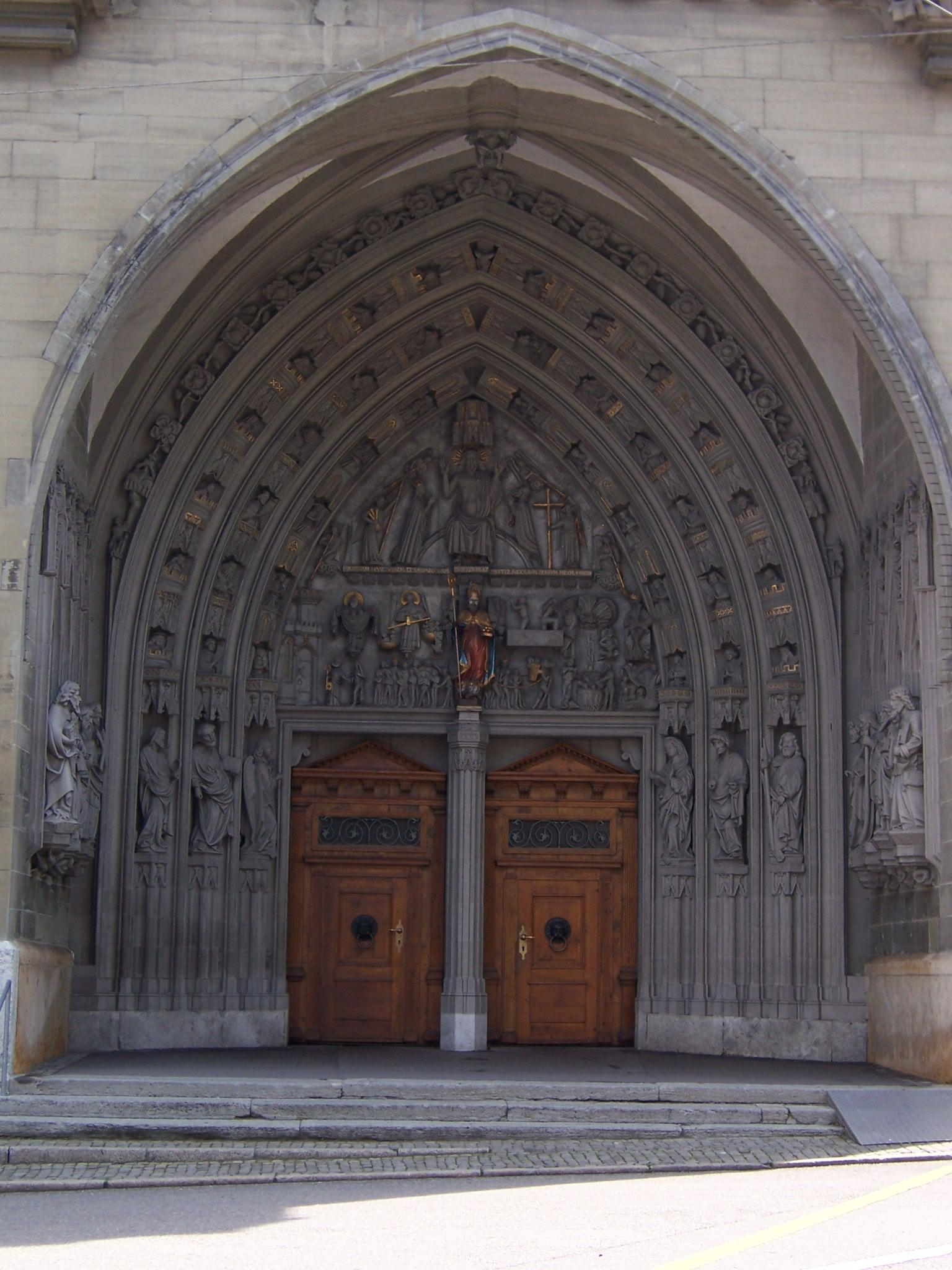
Il portale
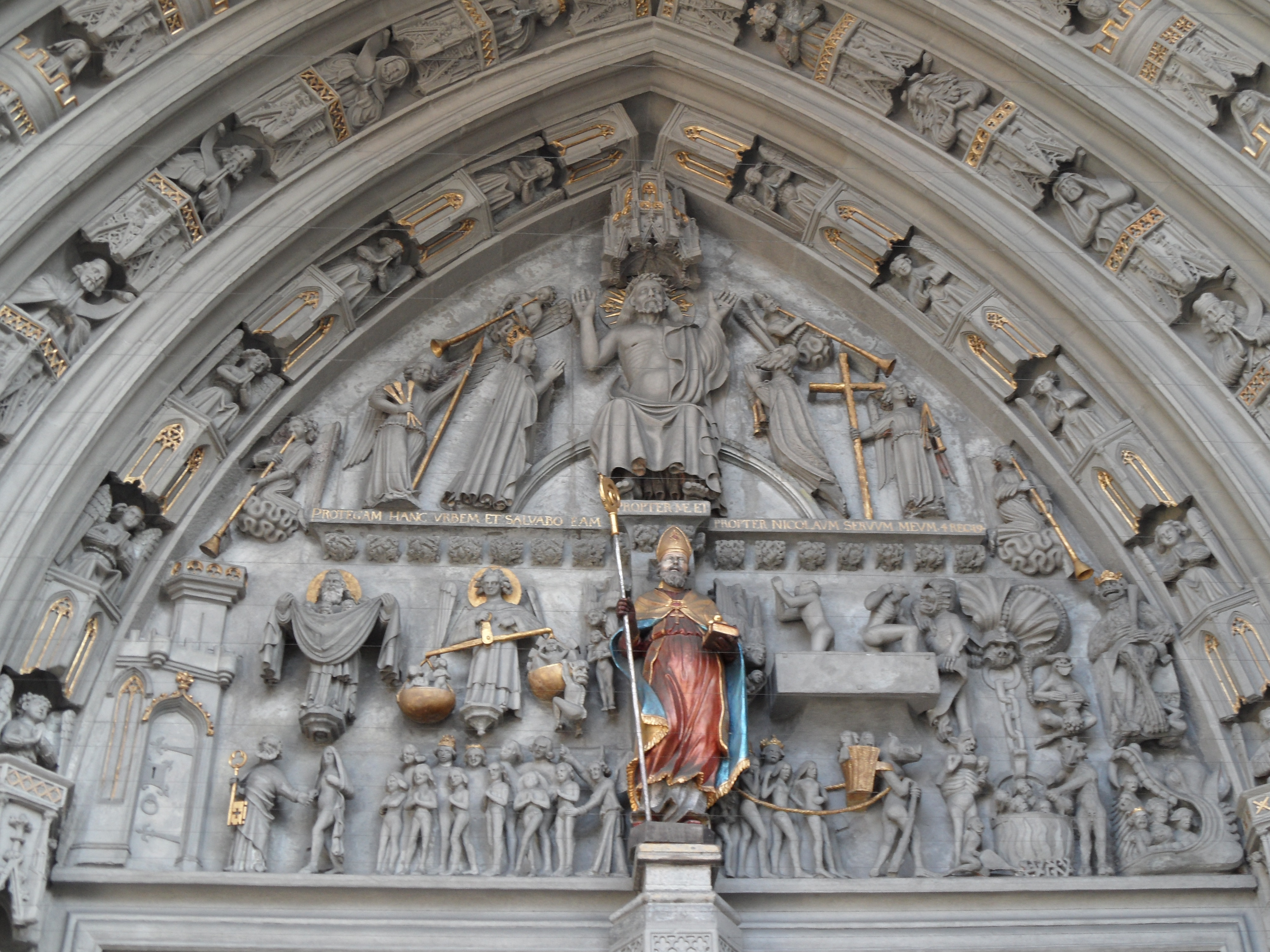
Lunetta con la raffigurazione del Giudizio Universale
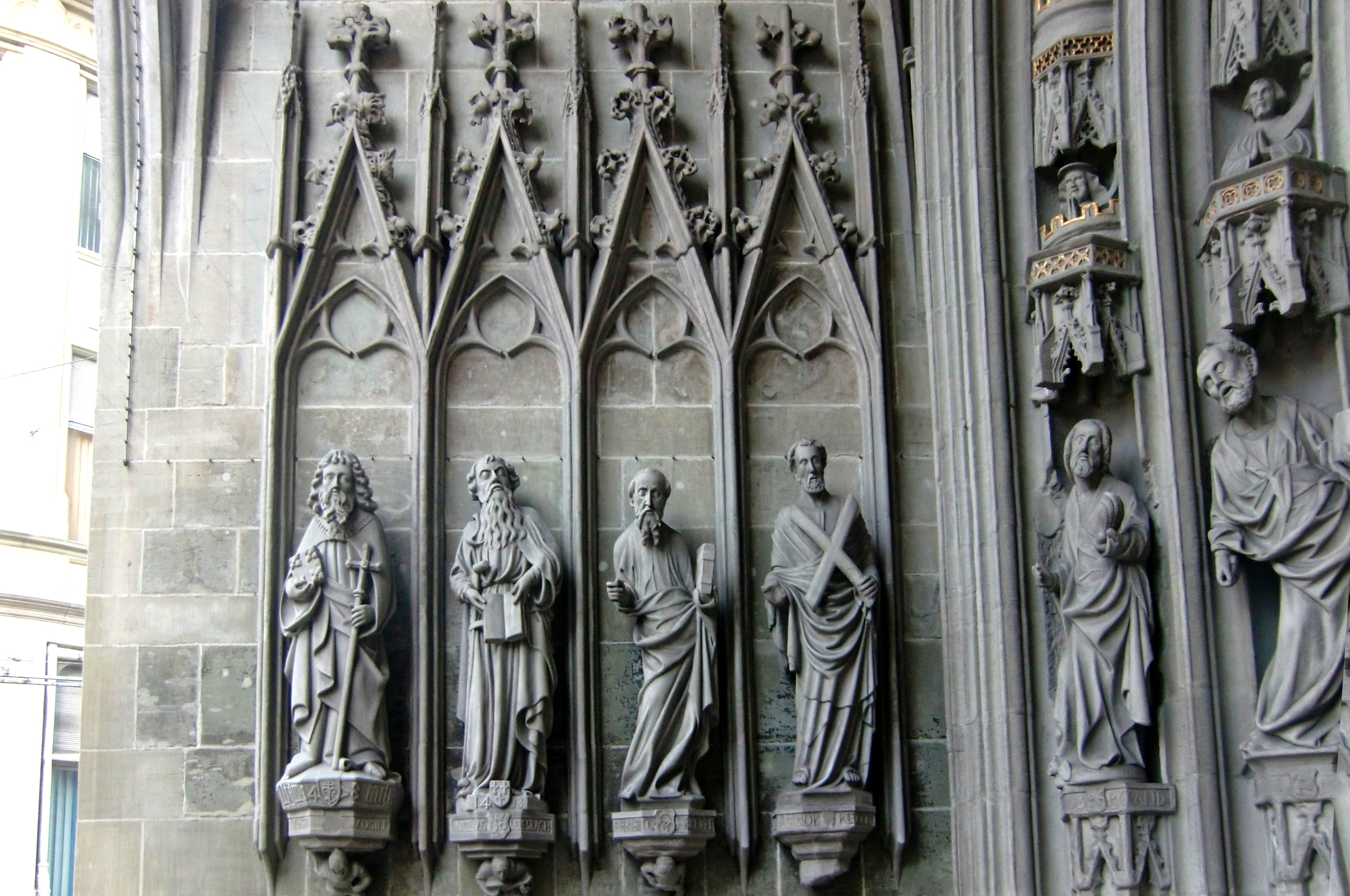
Lato sinistro dell'atrio: Profeti
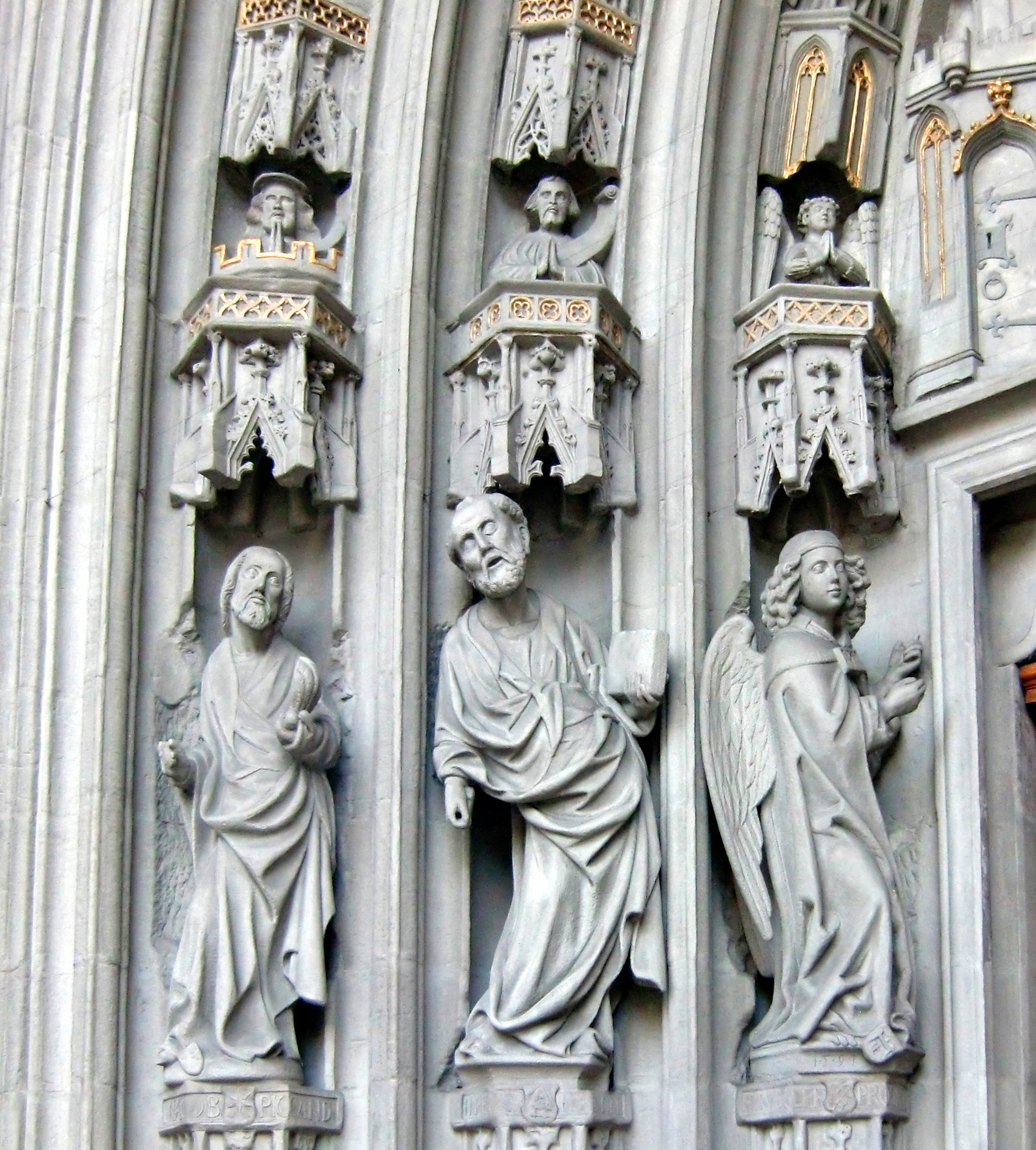
Profeti e Angelo annunciante (sopra, negli archivolti, figure di Angeli, Profeti e Patriarchi

### Interno

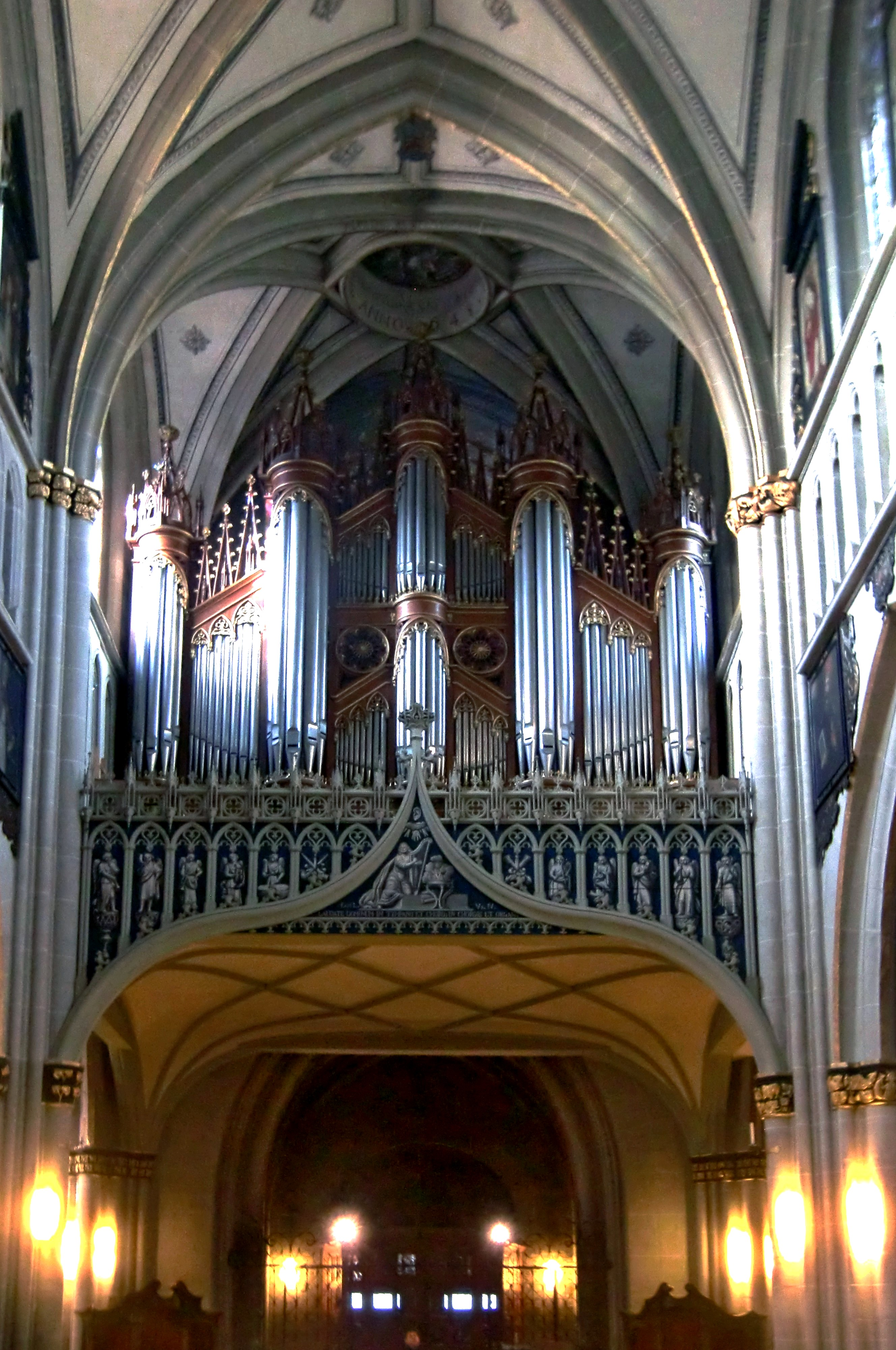
Interno verso la controfacciata

La chiesa è a tre navate precedute da un atrio. I fasci di alte colonne appoggiate ai pilastri che reggono le campate e gli archi ogivali delle volte a crociera conferiscono all'interno dell'edificio un'impronta genuinamente gotica. Sopra le arcate longitudinali che delimitano le navate centrale corre una loggetta, il triforio, sormontata a sua volta dalle finestre del cleristorio . Il coro poligonale (costruito nel 1627-31 in sostituzione del precedente coro rettangolare) presenta suggestive chiavi di volta con figure di santi e di stemmi delle famiglie patrizie di Friburgo.
All'interno della cattedrale, si trovano alcune opere artistiche di pregio, tra le quali::
- gli stalli lignei del coro (1464), con dossali intagliati, opera di ispirazione savoiarda eseguita da Antoine de Peney e suo nipote Claude
- un il fonte battesimale, eseguito da Gylian Aetterli e collaboratori (1498-99), con una struttura gotica a traforo tra le più raffinate in Svizzera; presenta sugli otto lati del fonte i rilievi con figure a mezzo busto di scene del battesimo di Cristo, degli Evangelisti e di San Nicola;
- un notevole pulpito in pietra (1516) in stile germanico meridionale opera di collaboratori di Hans Felder il Giovane;
- la cancellata di ferro battuto che delimita il presbiterio, sormontata in alto dal gruppo ligneo della "Crocifissione" sulla trave che attraversa l'arco trionfale (1430 ca.).

Le vetrate disegnate dall'artista polacco Józef Mehoffer in un arco temporale che va dal 1896 al 1936) costituiscono un notevole esempio art nouveau.
Nella cappella che precede la navata destra trova posto il gruppo scultoreo del Compianto sul Cristo morto (o Deposizione)(1433) formato da 13 statue in arenaria; oltre alle figure che tradizionalmente compongono un Compianto, trovano qui posto, ai lati della scena, due Angeli che reggono i simboli della Passione, e davanti alla tomba i soldati precipitati nel sonno.

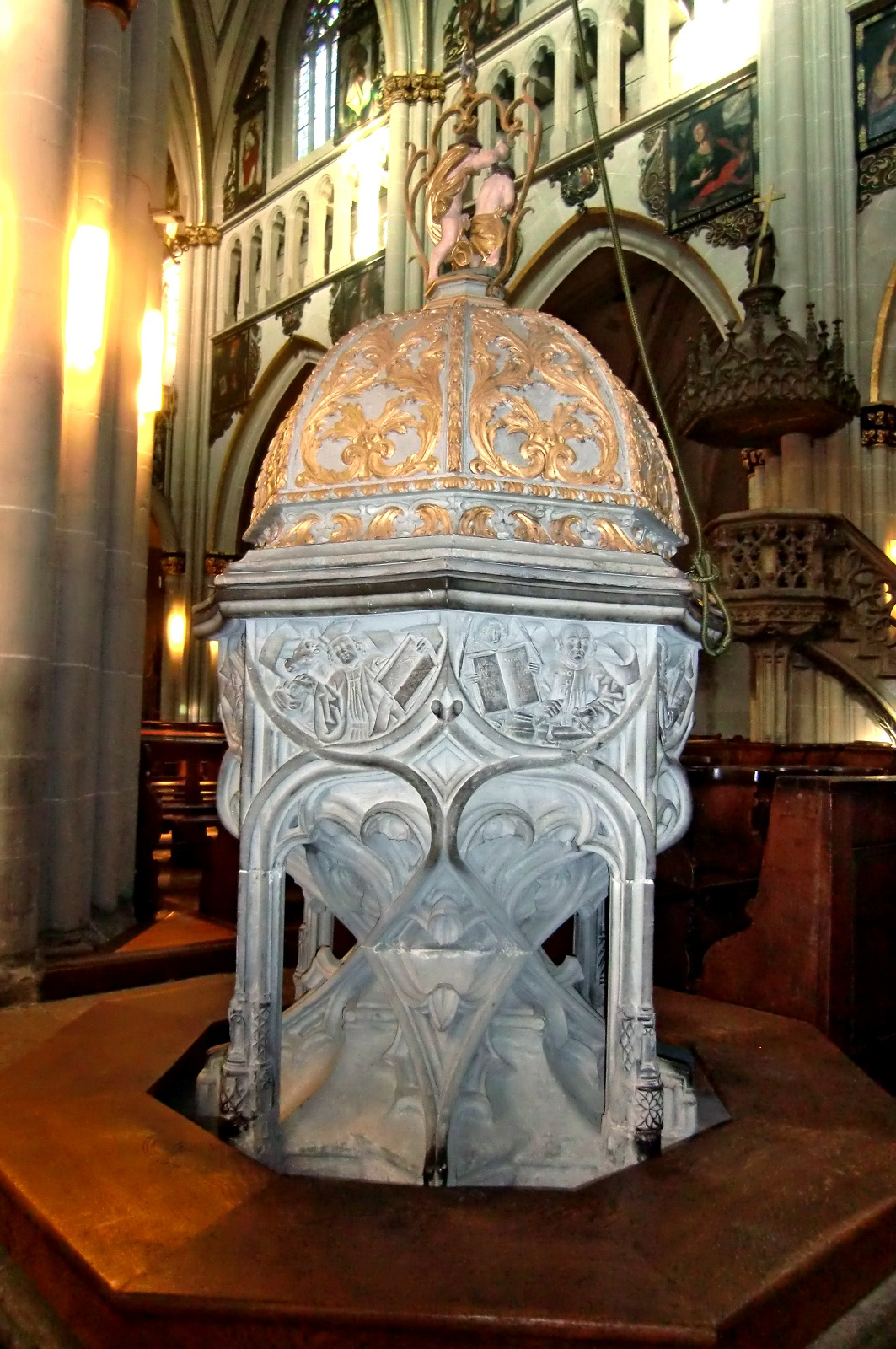
Il fonte battesimale
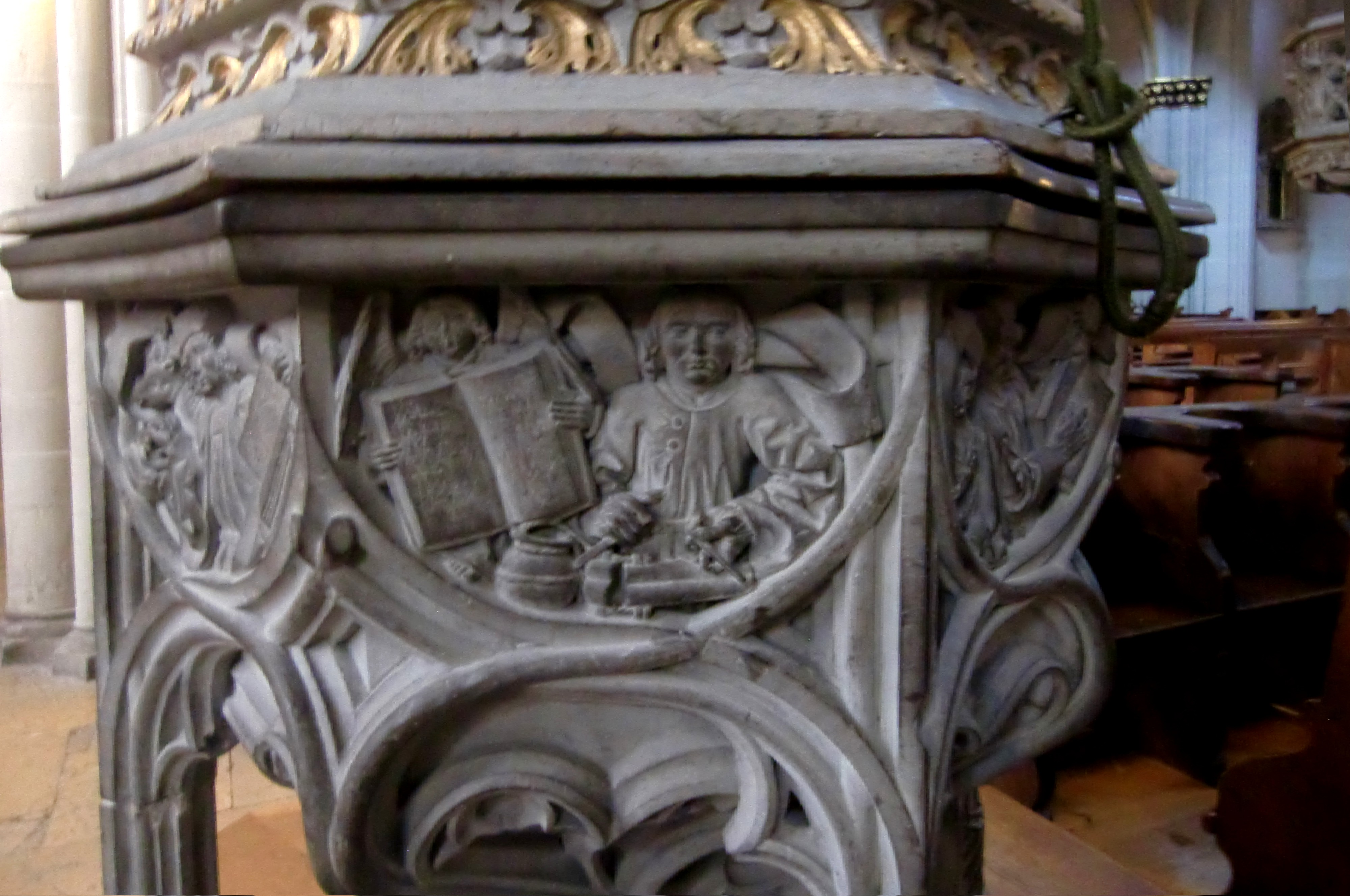
Fonte battesimale, dettaglio del rilievo di San Matteo
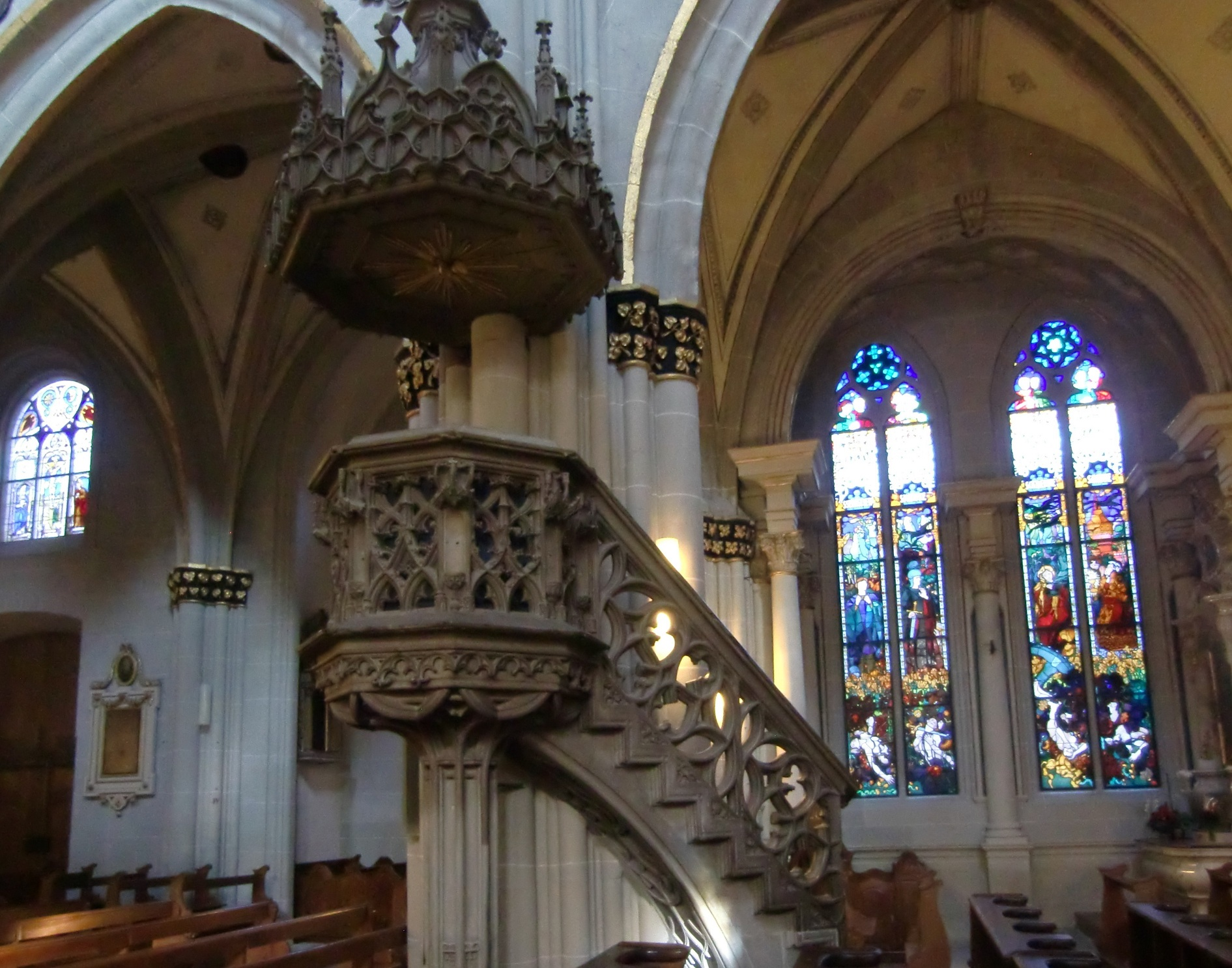
Il pulpito
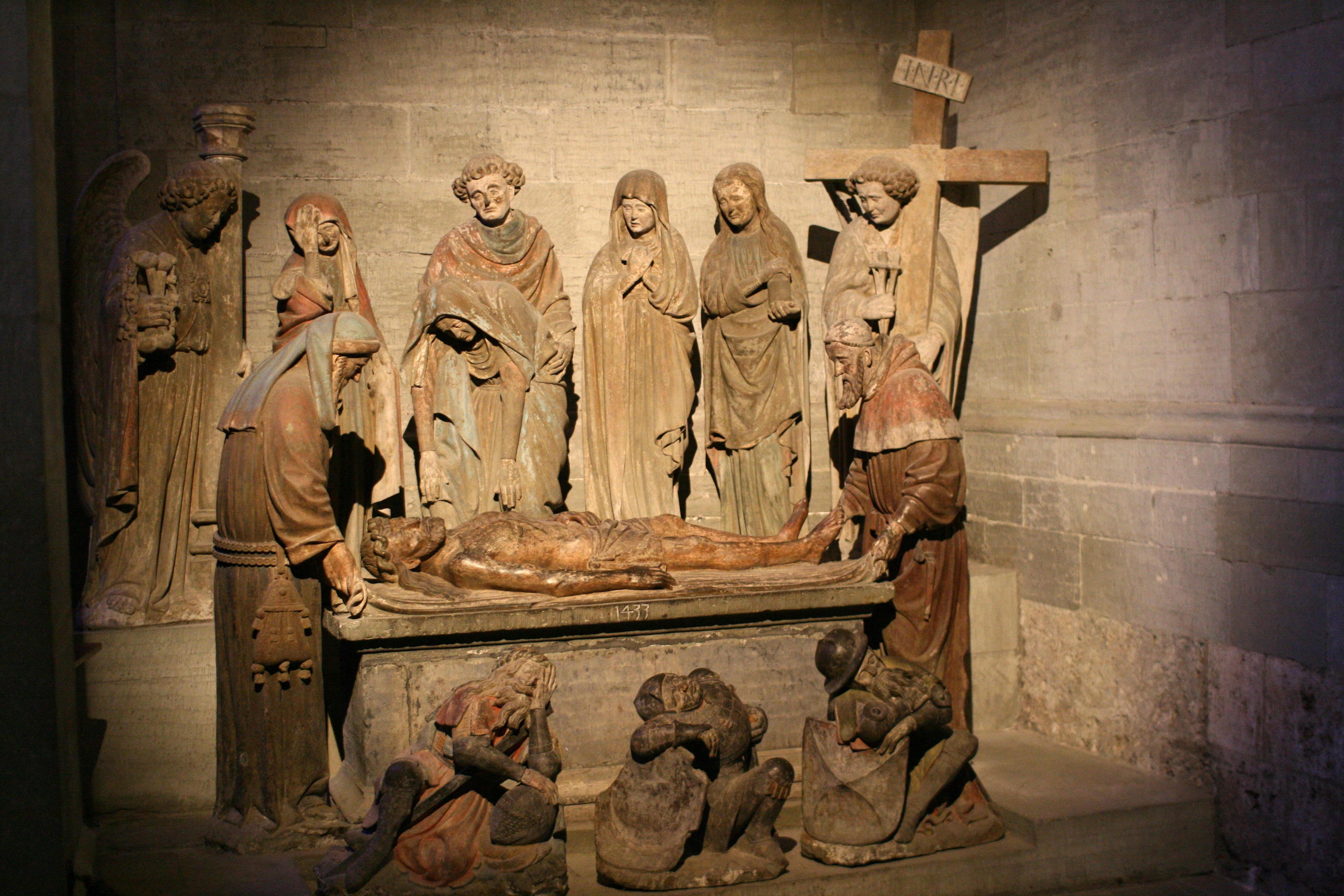
Il gruppo scultoreo del Compianto sul Cristo morto

Estratti dalle vetrate di Józef Mehoffer
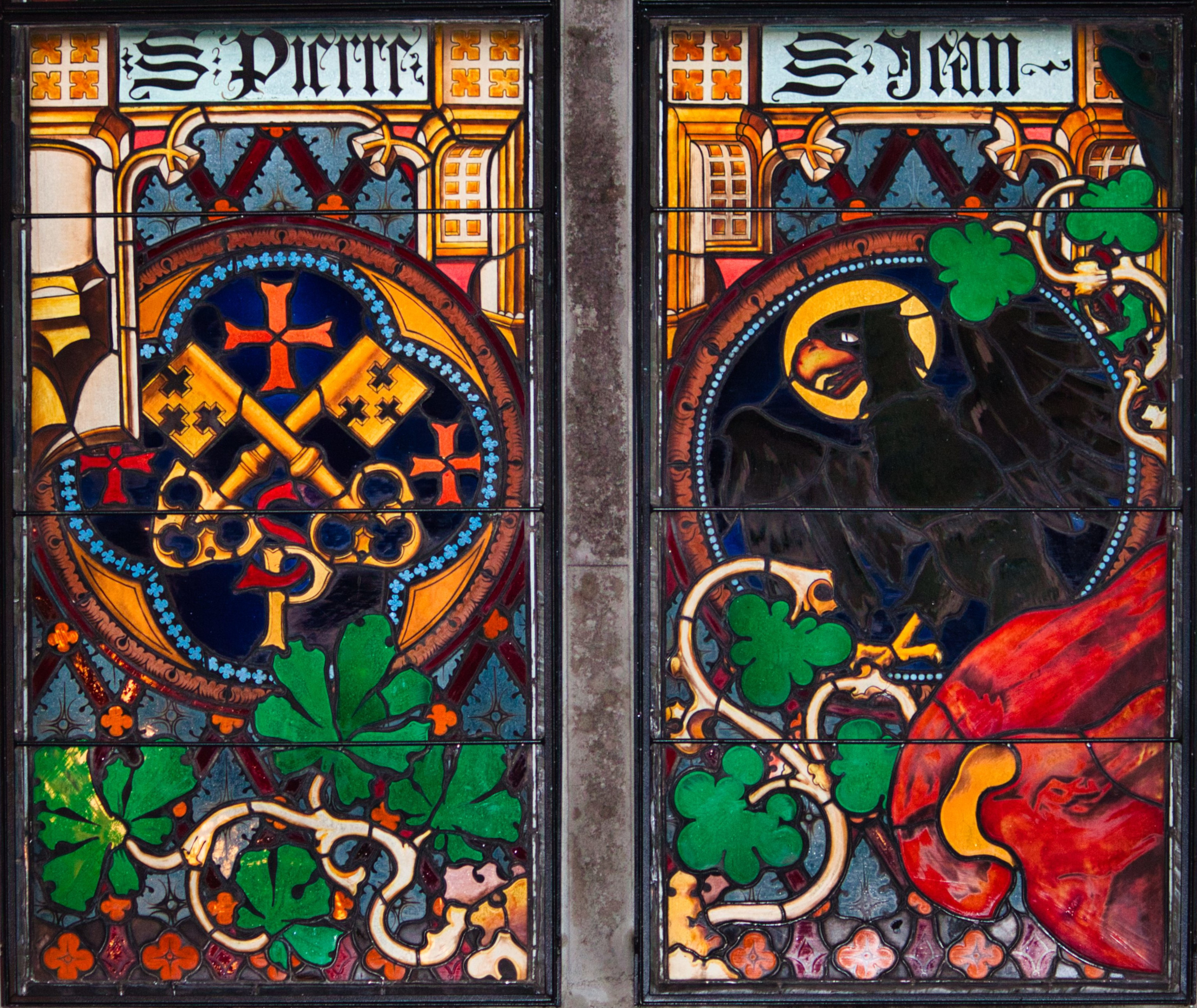
gli attributi di Pietro e Giovanni
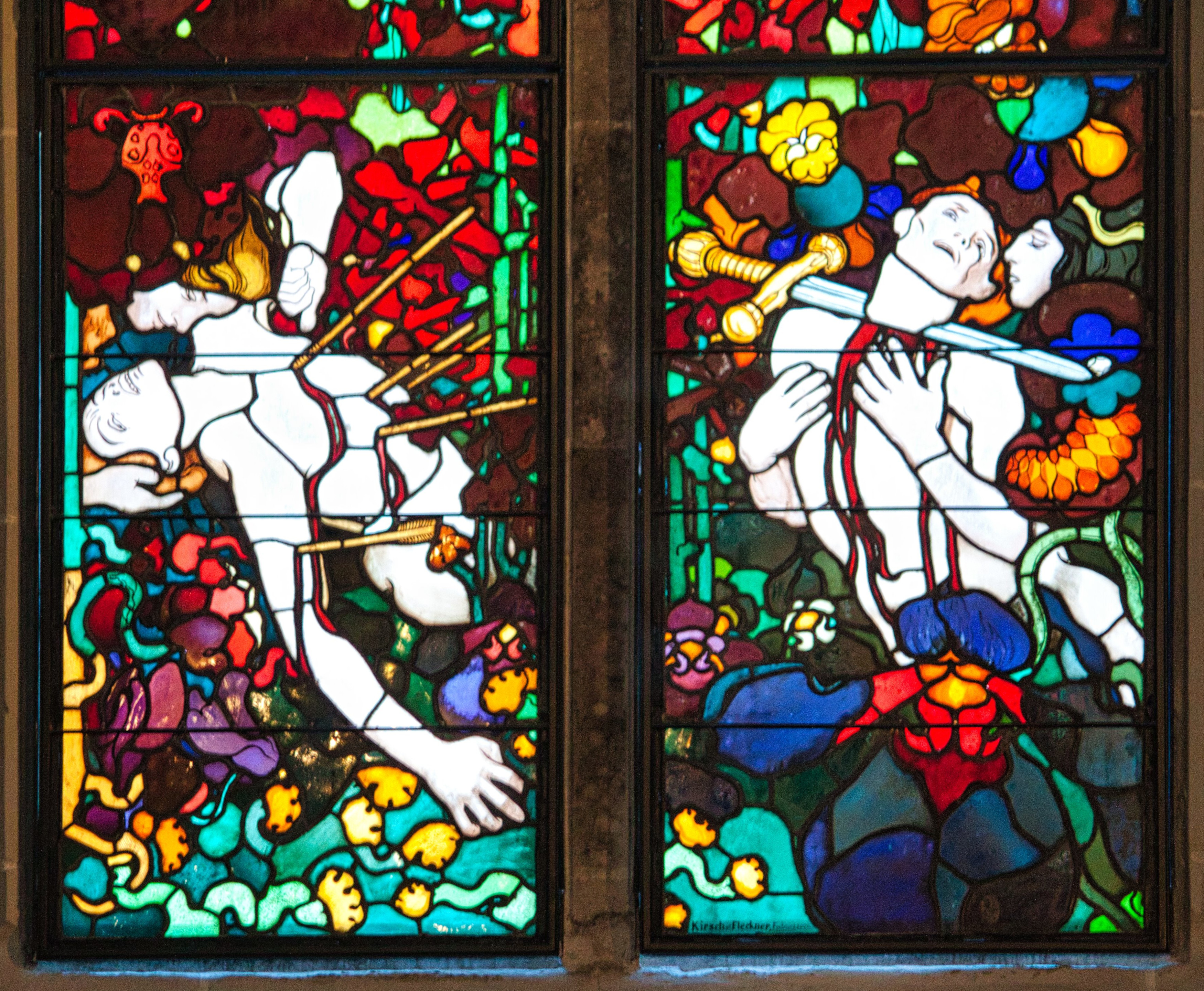
martirio di San Sebastiano e Maurizio
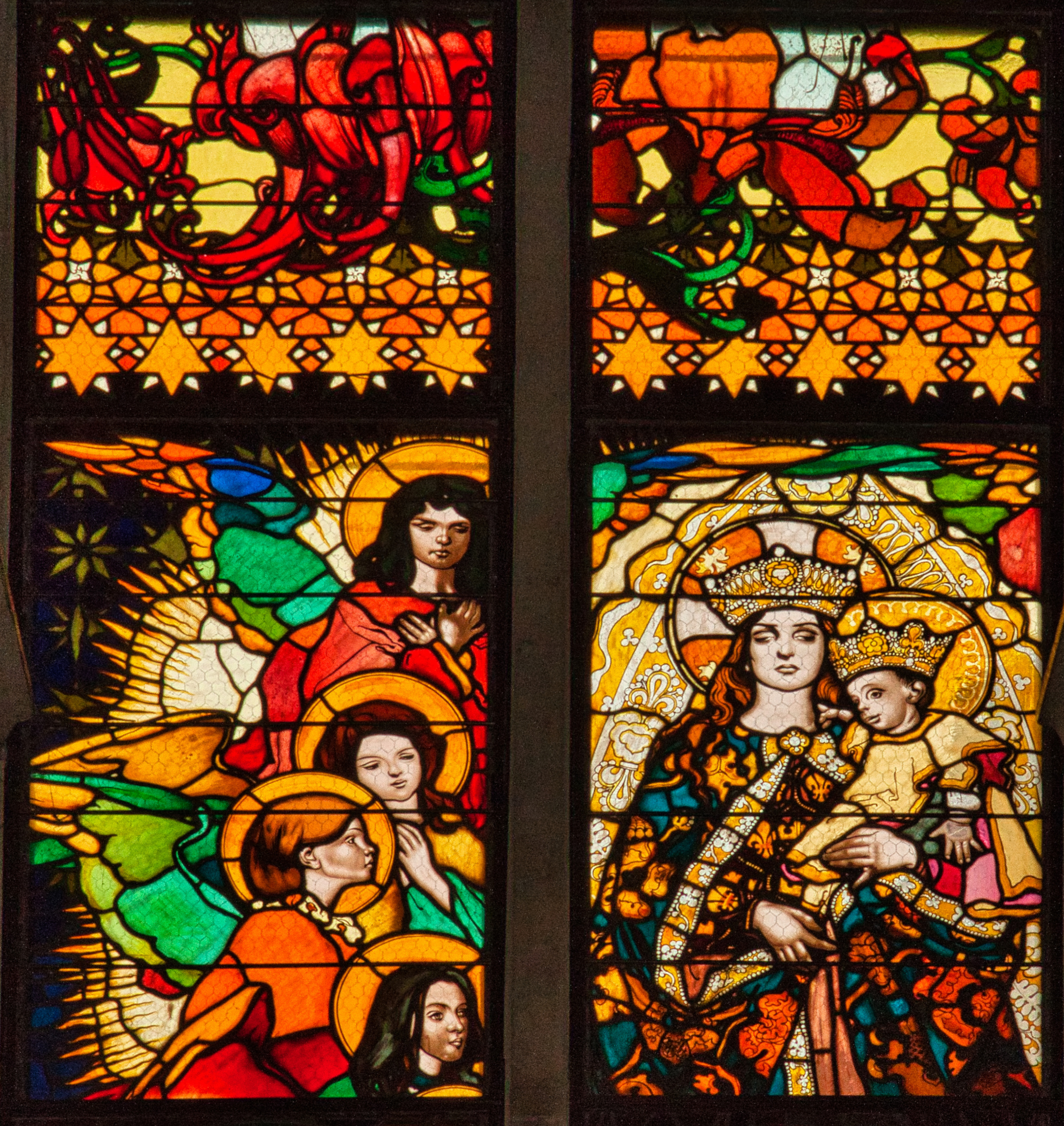
Nostra Signora della Victoria
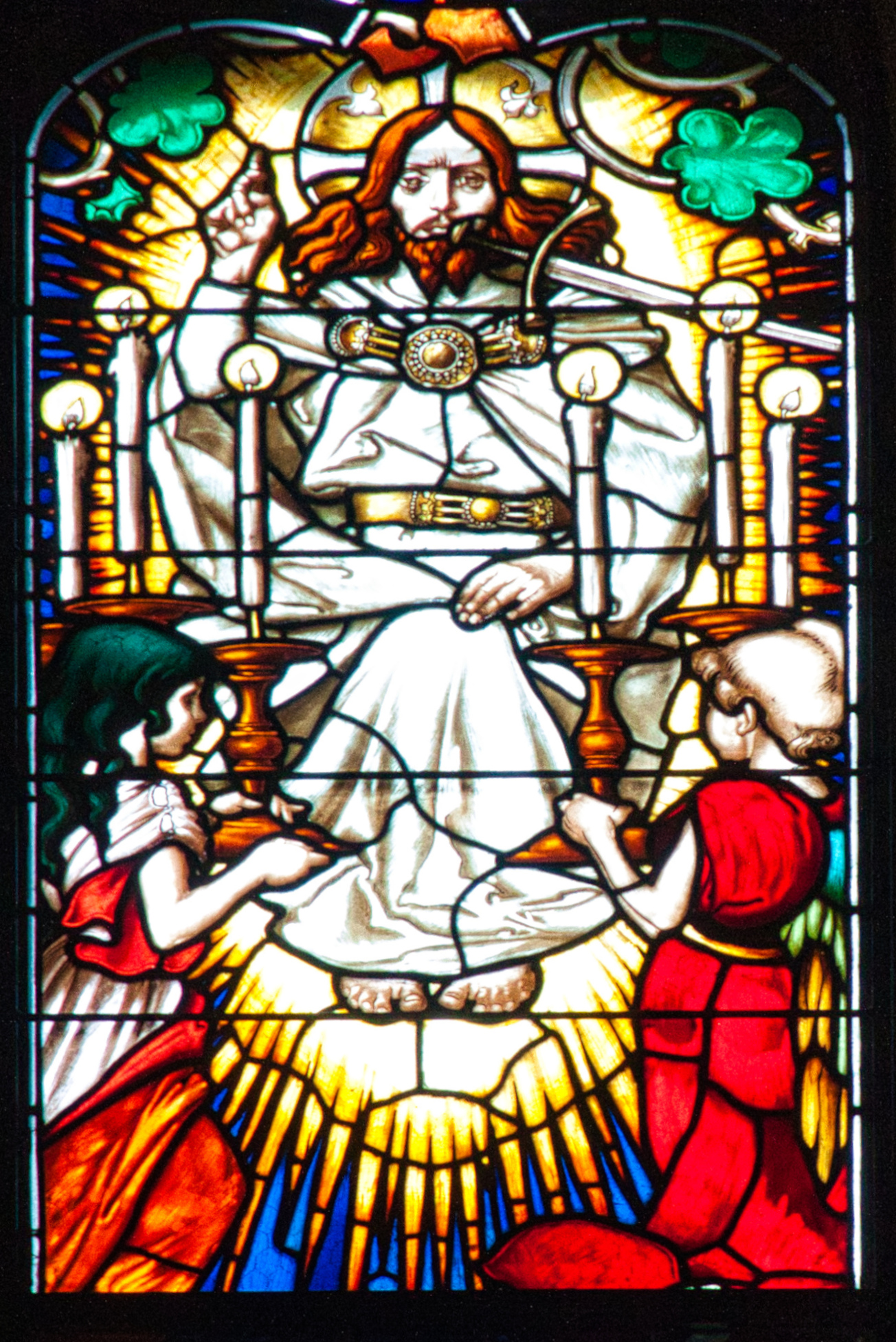
Cristo

### Organi a canne
Sulla cantoria in controfacciata, racchiuso entro una cassa lignea neogotica riccamente decorata, si trova l'organo a canne principale della cattedrale, costruito tra il 1824 e il 1834 da Aloys Mooser; in seguito, l'organo subì varie modifiche fino al 1974, quando fu decisa la sua ricostruzione secondo le caratteristiche originarie, terminata nel 1982. Lo strumento è a trasmissione meccanica, con quattro tastiere di 54 note ciascuna e pedaliera di 30 note.
Nell'abside, su un'apposita cantoria, si trova un secondo organo a canne, costruito tra il 1655 e il 1657 da Sebald Manderscheidt e, dopo vari interventi che ne modificarono la fonica, riportato alle caratteristiche originarie nel 1996. Lo strumento, racchiuso entro una cassa lignea barocca con mostra in più campi, ha due tastiere con prima ottava scavezza e pedaliera, anch'essa con prima ottava scavezza.